# District de Pingfang

Le district de Pingfang (平房区 ; pinyin : Píngfáng Qū) est une subdivision administrative de la province du Heilongjiang en Chine. C'est l'un des districts de la ville sous-provinciale de Harbin.

## Histoire
Pingfang abrita à partir de 1936 l'Unité 731, unité militaire de recherche bactériologique de l'Armée impériale japonaise. Officiellement, cette unité dirigée par Shiro Ishii se consacrait « à la prévention des épidémies et la purification de l'eau », mais elle réalisait en réalité des recherches sur diverses maladies comme la peste, le typhus et le choléra en vue de les utiliser comme armes bactériologiques. Cette unité est connue pour les expérimentations effectuées sur des prisonniers, en majorité coréens, chinois et russes, dont des femmes et des enfants.